# Wonky (album)
Wonky è un album discografico degli Orbital, duo inglese composto dai fratelli Paul e Phil Hartnoll, pubblicato nel 2012 da ACP Recordings. Quest'album è il primo in studio dopo la reunion del 2008, caratterizzato dal ritorno a sonorità anni '90 accompagnate da influenze e sperimentazioni più contemporanee. Un chiaro esempio ne è il brano Beelzedub dove si possono ascoltare delle contaminazioni Dubstep e Drum and Bass.
Il primo singolo estratto è stato New France, commercializzato il 19 marzo 2012. Il secondo, Wonky, è stato pubblicato il 21 aprile 2012.
È disponibile anche una versione con 2 dischi, il primo dei quali contenente le 9 tracce inedite e il secondo contenente 5 tracce "live" registrate nel loro ultimo tour in Australia del 2011.
Inoltre, scaricando la "iTunes Deluxe version" attraverso il celebre portale di download digitale sono inclusi i videoclip di Never e Straight Sun.

## Tracce
1. One Big Moment – 6:17 (musica: Paul Hartnoll)
2. Straight Sun – 5:29 (musica: Paul Hartnoll)
3. Never – 4:44 (musica: Paul Hartnoll)
4. New France (feat. Zola Jesus) – 4:48 (musica: Paul Hartnoll, Nika Roza Danilova)
5. Distractions – 7:05 (musica: Paul Hartnoll)
6. Stringy Acid – 5:20 (musica: Paul Hartnoll)
7. Beelzedub – 4:55 (musica: Paul Hartnoll, Phil Hartnoll)
8. Wonky (feat. Lady Leshurr) – 6:14 (musica: Paul Hartnoll)
9. Where Is It Going? – 5:51 (musica: Paul Hartnoll, Phil Hartnoll)

## Deluxe Edition bonus disc (Live in Australia)
1. Lush – 10:22 (musica: Paul Hartnoll, Phil Hartnoll)
2. Impact – 19:18 (musica: Paul Hartnoll, Phil Hartnoll)
3. Satan – 8:38 (musica: Paul Hartnoll, Phil Hartnoll)
4. Belfast – 7:38 (musica: Paul Hartnoll, Phil Hartnoll, Hildegard Von Bingen)
5. Chime/Crime – 13:03 (musica: Paul Hartnoll, Phil Hartnoll)